# Radio New Zealand International
Radio New Zealand Pacific o RNZP è la radio nazionale neozelandese a diffusione internazionale. Trasmette su onde corte e su internet in inglese. Alcune notizie vengono trasmesse anche in sette lingue dell'Oceano Pacifico.
Nel maggio 2017 il marchio online di Radio New Zealand International (RNZI) è stato cambiato in RNZ Pacific per riflettere più chiaramente ciò che fa il servizio ed enfatizzare il suo ruolo nel coinvolgimento con il pubblico domestico di Pasifika in Nuova Zelanda.
A partire dal 2020 viene utilizzato il nome "RNZ Pacific" e il sito web RNZI è stato sostituito con quello di RNZ Pacific, che fornisce una copertura completa con le ultimissime storie del Pacifico e un ampio archivio di notizie online. Sono inoltre disponibili podcast, un feed audio dal vivo e programmi su richiesta.

## Dati tecnici
Radio New Zealand Pacific ha due trasmettitori, uno analogico da 100 kW e uno digitale.
Le trasmissioni vengono irradiate a Rangitaiki, 41 km a est di Taupo nel centro dell'isola del Nord della Nuova Zelanda. Le coordinate sono 176.25E e 38.50S.
L'audio è alimentato ai trasmettitori digitali da un canale digitale dagli studi di Wellington, 400 km a sud di Taupo. La trasmissione include un'operazione di controllo e telemetria sul funzionamento del sistema attraverso una porta standard RS232 computer. Il sito non è presidiato, ed è controllato dallo Studio nella Nuova Zelanda Radio House di Wellington.
Il trasmettitore digitale Thomson Broadcast and Multimedia è stato installato nel 2005. È utilizzato principalmente per fornire una buona qualità del segnale per relè da stazioni radio locali nel Pacifico.
Il trasmettitore analogico è stato fabbricato da Thomson (Francia) e installato nel 1990. Ha una potenza di uscita 100 kW ed è dotato di tre tubi di trasmissione; due TH581 con raffreddamento a vapore e uno TH581 con raffreddamento ad aria.
Gli studi si trovano a sud della città di Wellington. All'inizio del 2000 la Radio è passata ad un nuovo sistema digitale che ha sostituito quasi completamente i nastri per tutti i programmi trasmessi.
RNZI opera con due antenne ad alta frequenza e due antenne a banda bassa prodotte dalla TCI della California. Uno dei fasci ogni 35 gradi e uno di ogni fasci 325 gradi. Essi possono essere guidati individualmente, o se somministrate in parallelo amplia il raggio di 140 gradi.
Un nuovo trasmettitore da 100 kW, anch'esso compatibile con DRM, dovrebbe entrare in funzione all'inizio del 2024.
Il nuovo trasmettitore a onde corte di RNZ Pacific è stato lanciato il 1 ° agosto 2024. Il servizio fornisce notizie e informazioni critiche sulla sicurezza in tutta l'area del Pacifico, raggiungendo 19 paesi e quasi 2 milioni di ascoltatori.